# Domdidier
Domdidier és un municipi suís del cantó de Friburg, cap del districte de la Broye.